# Ernst Bücken
Ernst Bücken (ur. 2 maja 1884 w Akwizgranie, zm. 28 lipca 1949 w Overath) – niemiecki muzykolog.

## Życiorys
Wszechstronnie wykształcony, studiował prawo, germanistykę i filozofię. Uczył się gry na fortepianie u Waltera Braunfelsa i Anny Hirzel-Langenhan oraz kompozycji u Waltera Courvoisiera. Odbył studia muzykologiczne na Uniwersytecie Monachijskim u Adolfa Sandbergera i Theodora Kroyera. W 1912 roku uzyskał doktorat na podstawie pracy Anton Reicha; Sein Leben und seine Kompositionen (wyd. Monachium 1912), a w 1920 roku habilitację na podstawie pracy Der heroische Stil in der Oper (wyd. Lipsk 1924). Od 1925 do 1945 roku był wykładowcą Uniwersytetu w Kolonii. Od 1936 roku zatrudniony był także na stanowisku docenta w Hochschule für Musik und Tanz Köln. Był członkiem Deutsche Akademie (1933), Societá Antonio Vivaldi w Wenecji (1938) i Staatlische Institut für Musikforschung (1942).

## Twórczość
Był redaktorem ukazującej się od 1927 roku 10-tomowej serii Handbuch der Musikwissenschaft, w ramach której napisał tomy Musik des Rokokos und der Klassik (1927), Die Musik des 19. Jahrhunderts bis zur Moderne (1929–1931) i Geist und Form im musikalischen Kunstwerk (1929–1932). Od 1932 roku redagował także serię Die Grossen Meister der Musik. Był autorem licznych prac, m.in. Tagebuch der Gattin Mozarts (Monachium 1915), München als Musikstadt (Lipsk 1923), Führer und Probleme der neuen Musik (Kolonia 1924), Musikalische Charakterkopfe (Lipsk 1924), Ludwig van Beethoven (Poczdam 1934), Richard Wagner (Poczdam 1934, 2. wydanie 1943), Deutsche Musikkunde (Poczdam 1935), Musik aus deutscher Art (Kolonia 1936), Musik der Nationen
(Lipsk 1937; 2. wydanie pt. Geschichte der Musik Kolonia 1951), Das deutsche Lied: Probleme und Gestalten (Hamburg 1939), Robert Schumann (Kolonia 1940), Wörterbuch der Musik (Lipsk 1940), Musik der Deutschen: Eine Kulturgeschichte der deutschen Musik (Kolonia 1941), Wolfgang Amadeus Mozart: Schöpferische Wandlungen (Hamburg 1942), Richard Strauss (Kevelaar 1949).
W centrum jego zainteresowań badawczych znajdował się styl muzyczny, rozpatrywany w kategoriach kulturowo-historycznych. Rozpatrywał dzieło muzyczne w ramach ideologii artystycznej swojej epoki, umieszczając przejawy indywidualnej techniki kompozytorskiej na tle kontekstu zjawisk kulturowych. W swoich opracowaniach z zakresu historii muzyki spopularyzował takie określenia jak rokoko, styl galant, empfindsamer Stil, klasycyzm, romantyzm, realizm, neoromantyzm. Eksponował pojęcie stylu narodowego.